# Amos Nadai
Amos Nadai (* 26. März 1948 in Oradea, Rumänien) ist ein israelischer Diplomat.
Nadai emigrierte 1951 nach Israel. Von 1966 bis 1968 leistete er seinen Militärdienst in den israelischen Streitkräften. Danach arbeitete er von 1969 bis 1970 im israelischen Tourismusministerium. Von 1970 bis 1974 studierte er an der Law School der Hebräischen Universität in Jerusalem. Dort erhielt Nadai einen Bachelor of Laws (LL.B.) und wurde nun Mitglied in der Israeli Bar Association.
Von 1975 bis 1976 arbeitete er an der israelischen Botschaft in Paris. Es folgte Posten im israelischen Außenministerium und an israelischen Vertretungen im Ausland, unter anderem in Tokio und Bangkok.
Von 1997 bis 2001 war er der israelische Botschafter in Norwegen mit gleichzeitiger Akkreditierung als nicht-residierender Botschafter in Island. Sein nächster Botschafterposten brachte ihn nach Peking, wo er seit August 2007 der israelische Botschafter in der Volksrepublik China ist.
Nadai ist verheiratet und Vater zweier Kinder. Er spricht englisch, französisch, hebräisch, japanisch und ungarisch.